# Carrè
Carrè är en ort och kommun i provinsen Vicenza i regionen Veneto i Italien. Kommunen hade 3 610 invånare (2018).